# Eremopyrum bonaepartis
Eremopyrum bonaepartis là một loài thực vật có hoa trong họ Hòa thảo. Loài này được (Spreng.) Nevski mô tả khoa học đầu tiên năm 1933.

## Hình ảnh

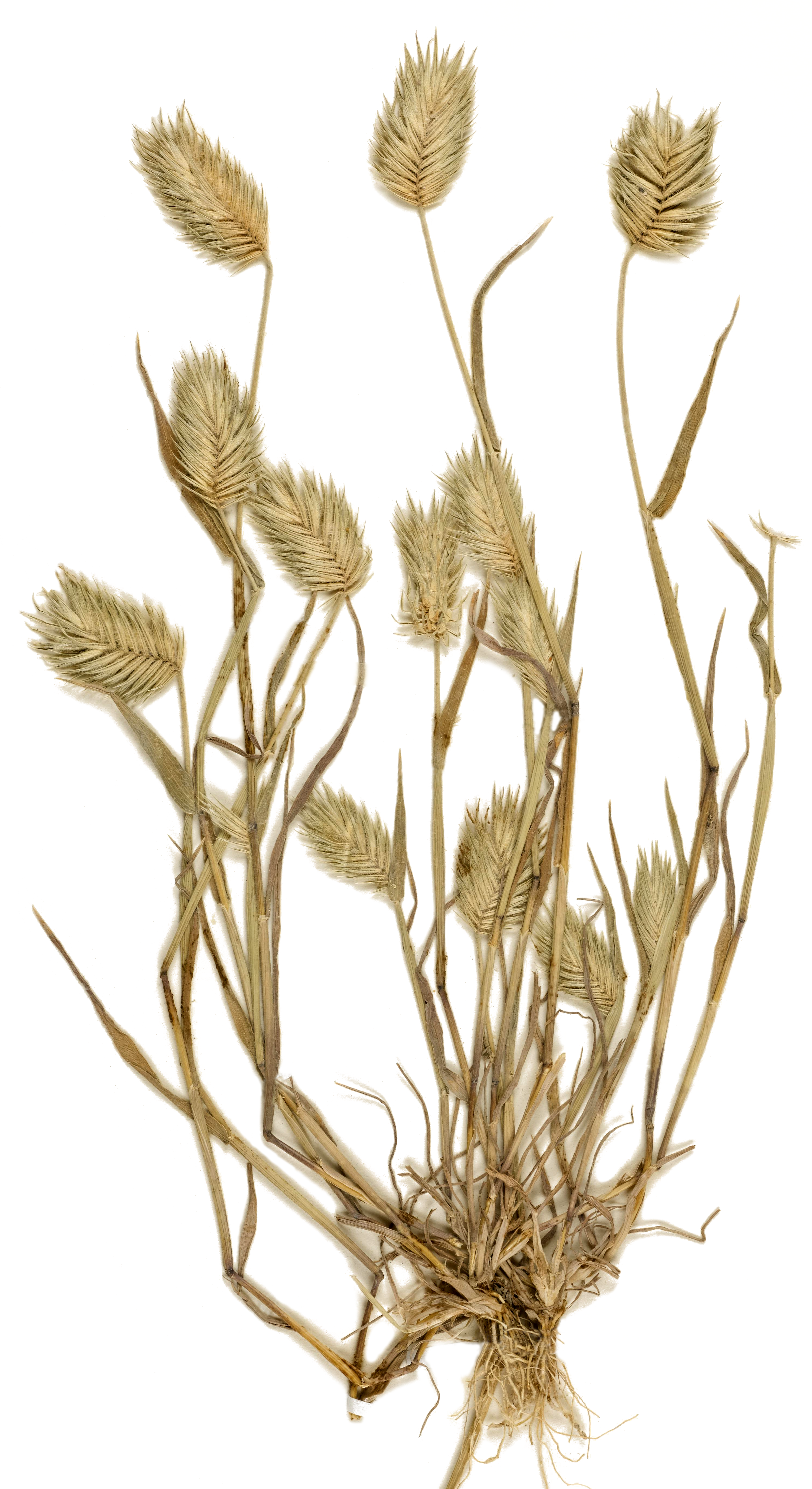